# 钱塘道
钱塘道，中华民国初期设置的道。
1914年6月以清末杭嘉湖道区域置，治所在杭县（今浙江杭州市）。属浙江省。辖杭县、海宁县、富阳县、余杭县、临安县、於潜县、新登县、昌化县、嘉兴县、嘉善县、海盐县、崇德县、平湖县、桐乡县、吴兴县、长兴县、德清县、武康县、安吉县、孝丰县等县。辖区约当今浙江省昱岭、分水江、富春江、钱塘江、杭州湾以北地区。1927年废。